# Парохијски дом Гацко
Парохијски дом у Гацку подигнут је око 1903. године као српска православна црквено-школска зграда. Тада је то била приземна зграда и служила је као православна школа. Тридесетих година прошлог вијека дозидан је још један спрат, а након Другог свјетског рата је национализована.

## Парохијски дом у порти цркве Силаска Св. Духа на Апостоле и градска капела
Објекти су изграђени донацијом Општине Гацко у периоду од 2007. до 2009.г. по пројекту дип. арх. Ненада Поповића. Нови парохијски дом има салу са 200 мјеста за сједање и пратеће просторије. Градска капела служи за обављање опела. Ови објекти освећени су на Тројчиндан.

## Стара гробља
На подручју гатачке и Автовачке парохије на многим мјестима постоје стари гробови и читава гробља са старим хришћанским споменицима – стећцима. По званичним податцима који су прикупљани педесетих година прошлог вијека, а објављени у књизи „Гацко кроз вијекове“ Новака Мандића 1985.г на подручју гатачке општине (парохије Гатачка и Автовачка) на 114 локалитета има око 2200 стећака (камених плоча, сандука, крстача), са 38 сачуваних натписа. Да су то православни споменици говори и то што су на многим мјестима некрополе смјештене уз средњовјековне богомоље као што је случај са Домркама, Југовићима, Рудом пољу, Придворици и другим или су заједно са садашњим православним гробљима као у Гацку, Грачаници, Кокорини, Фојници, Врби Платицама, Улињу.